# Riah
Riah (àrab: رياح, Riyāḥ; amazic estàndard marroquí: ⵔⵉⵢⴰⵃ, Riyaḥ) és una comuna rural de la província de Berrechid, a la regió de Casablanca-Settat, al Marroc. Segons el cens de 2014 tenia una població total de 8.373 persones.